# Henrique Casimiro
Madeira Casimiro est un nom portugais ; le premier nom de famille (d'usage facultatif) est Madeira et le second est Casimiro.
Henrique Madeira Casimiro (né le 22 avril 1986 à Aarau en Suisse) est un coureur cycliste portugais.

## Palmarès
- 2007
  - 4e étape du Tour du Portugal de l'Avenir
- 2008
  - Grand Prix de Mortágua
- 2009
  - 2e du Mémorial Bruno Neves
- 2013
  - 3e du Trophée Joaquim-Agostinho
- 2017
  - 3e du Tour de Castille-et-León
- 2018
  - 4e étape du Grand Prix Torres Vedras
  - 2e du Grand Prix Torres Vedras
  - 3e du championnat du Portugal sur route
- 2019
  - Classement général du Grand Prix Torres Vedras
  - 3e de la Classica Aldeias do Xisto
  - 3e du Grande Prémio Anicolor
- 2021
  - 2e étape du Grande Prémio Jornal de Notícias
- 2022
  - 3e du Classica Aldeias do Xisto
- 2023
  - 3e du Grand Prix Jornal de Notícias

## Classements mondiaux
| Année                                 | 2010  | 2011 | 2012  | 2013 | 2014 | 2015 | 2016 | 2017 | 2018 | 2019 | 2020  | 2021  | 2022  | 2023  |
| ------------------------------------- | ----- | ---- | ----- | ---- | ---- | ---- | ---- | ---- | ---- | ---- | ----- | ----- | ----- | ----- |
| Classement mondial                    |       |      |       |      |      |      | 840e | 632e | 405e | 814e | 1046e | 1390e | 1530e | 1020e |
| UCI Europe Tour                       | 1053e | nc   | 1124e | 584e | nc   | nc   | 539e | 365e | 224e | 593e | 813e  | 989e  | 1025e | nc    |
|                                       |       |      |       |      |      |      |      |      |      |      |       |       |       |       |
| Légende : nc = non classéSource : UCI |       |      |       |      |      |      |      |      |      |      |       |       |       |       |